# ベアトリス・オブ・ヨーク

ベアトリス王女の紋章

ベアトリス王女（Princess Beatrice、全名：ベアトリス・エリザベス・メアリー（Beatrice Elizabeth Mary）、1988年8月8日 - ）は、イギリス王室の成員で、ヨーク公アンドルー王子とセーラ・ファーガソン（1996年に離婚）の第1子・長女。チャールズ3世国王の姪。英国王位継承順位は父アンドルーに次ぎ、2022年9月9日現在では9番目にある。2歳年下の妹にユージェニー王女がいる。容貌は父親似と言われている。誕生から結婚前まではベアトリス・オブ・ヨーク王女（Princess Beatrice of York）と呼ばれた。2020年の結婚後は、エドアルド・マペッリ・モッツィ夫人ベアトリス王女（Princess Beatrice, Mrs Edoardo Mapelli Mozzi）と称されている。祖母はエリザベス2世、曽祖父はジョージ6世、高祖父はジョージ5世。

## 略歴

### 出生
ロンドンのポートランド病院で生まれる。出生当時のイギリス王室では、エリザベス2世の長女であるアン以来、38年ぶりの王女の誕生だった。“ベアトリス”という名前は、ヴィクトリア女王とアルバート公の末娘ベアトリス王女に由来するものである。王の男系の孫であるため、公式に"Princess"（王女）の称号と“Her Royal Highness”（殿下）の敬称を付される。

### 教育
7歳になった時点でも、当時5歳だった妹のユージェニー王女が簡単な読み書きが出来るようになったのにもかかわらず、なかなか読み書きの習得が出来なかったことから、ディスレクシア（識字障害）と診断され、本人もそのことを2004年にカミングアウトした。そのため、週2回の専門家によるディスレクシアの子供たちを対象とした補習授業を受けながら学校に通っていた。文字の読み書きが苦手なことから好きな歴史学を存分に学ぶことは出来なかったが、フランス語や演劇、数学関連の科目は得意であり、バークシャーのアスコットにあるセント・ジョージ・スクールでは、首席で卒業している。
また、2007年の大学入学資格試験（Aレベル）では、演劇では「A」、歴史と映画研究では「B」という成績を修めた。
2008年にロンドン大学のゴールドスミス・カレッジに進学し、2011年に同校を卒業した。

### 結婚と家族
2019年9月26日、英王室はベアトリスがイタリア貴族の子孫である実業家のエドアルド・マペッリ・モッツィと婚約したことを発表した。2人はイタリアで週末を過ごしている際に婚約した。
結婚式は、当初の予定では、2020年5月29日にセント・ジェームズ宮殿のチャペルで行われ、続いてバッキンガム宮殿の庭園でプライベートレセプションが行われるはずだったが、最初にレセプション、次に結婚式自体が新型コロナウイルス感染症流行のため延期された 。結婚式は最終的に、2020年7月17日にウィンザー城内のオールセインツ・チャペルで近親者のみを集めて行われ、事前に公表されなかった。
2021年9月18日、23時42分にウエストミンスター病院にて第1子となる長女を出産、シエナ・エリザベス・マペッリ・モッツィと名付けられた。
2025年1月22日、午後12時57分にウエストミンスター病院にて第2子となる次女を出産、アテナ・エリザベス・ローズ・マペッリ・モッツィと名付けられた。

## 称号および敬称
- 1988年8月8日 - 2020年7月17日
  - ベアトリス・オブ・ヨーク王女殿下（Her Royal Highness Princess Beatrice of York）
- 2020年7月17日 - 
  - エドアルド・マペッリ・モッツィ夫人ベアトリス王女殿下（Her Royal Highness Princess Beatrice, Mrs Edoardo Mapelli Mozzi）

## その他
- 上述の通り、8歳の時に両親の離婚を経験しているが、2005年の17歳の誕生日の際に行われたインタビューでは、「離婚を経験したことによって、家族の関係がより緊密なものになったと語っている」（実際に姉妹は、片親若しくは両親と共に定期的に海外へ旅行している）。
- セント・ジョージ・スクール卒業後のギャップ・イヤーは、アルゼンチン・ブラジル・スペイン・ベルギー・スイス等を旅行後、オックスフォード・ストリートの高級デパートである“セルフリッジス”で体験就労を行った[8]。
- 2006年11月に、イギリス王室の成員としては初めて、宇宙旅行に参加することが発表された（2009年以降に実施予定）。
- 2009年のイギリス映画『ヴィクトリア女王 世紀の愛』で、女王の侍女役で出演した。王女はヴィクトリア女王の昆孫にあたる。